# Hylesia obtusa
Hylesia obtusa är en fjärilsart som beskrevs av Paul Dognin 1923. Hylesia obtusa ingår i släktet Hylesia och familjen påfågelsspinnare. Inga underarter finns listade i Catalogue of Life.